# ГАЕС Тамахара
ГАЕС Тамахара (яп. 玉原発電所) — гідроакумулювальна електростанція в Японії на острові Хонсю.
Верхній резервуар створили у верхів'ї річки Хотчі, правої притоки Усуне, котра своєю чергою є лівим допливом Тоне (впадає до Тихого океану дещо північніше за Токійську агломерацію). Для цього звели кам'яно-накидну греблю висотою 116 метрів, довжиною 570 метрів та шириною від 12 (по гребеню) до 550 (по основі) метрів, яка потребувала 5,4 млн м³ матеріалу. Вона утримує водосховище з площею поверхні 0,57 км², об'ємом 14,8 млн м³ (корисний об'єм 13 млн м³) та припустимим коливанням рівня між позначками 1141 та 1173 метри над рівнем моря.
Як нижній резервуар використали споруджене у середині 1950-х років на Тоне водосховище ГЕС Фудзівара (22,2 МВт). Його утримує бетонна гравітаційна гребля висотою 95 метрів та довжиною 230 метрів, яка потребувала 415 тис. м³ матеріалу. Її сховище має площу поверхні 1,69 км² та об'єм 52,5 млн м³ (корисний об'єм 35,9 млн м³) при припустимому коливанні рівня між позначками 624 та 651 метр над рівнем моря.
Від верхнього резервуара до машинного залу прямують два тунелі довжиною по 1,9 км з діаметром 5,5 метра. Вони переходять у два напірні водоводи з таким саме початковим діаметром, кожен з яких посередині розгалужується на два з кінцевим діаметром 2,1 метра. Довжина траси водоводів  становить 0,91 км та 0,92 км. З'єднання із нижнім резервуаром забезпечується за допомогою двох тунельних трас довжиною 0,46 км та 0,47 км, кожна з яких складається із двох тунелів діаметром по 4,7 метра, що переходять в один тунель діаметром 6,7 метра. В системі також працює вирівнювальний резервуар висотою 28 метрів з діаметром 10 метрів.
Основне обладнання станції становлять чотири оборотні турбіни типу Френсіс потужністю по 309 МВт у генераторному та 310 МВт в насосному режимах (номінальна потужність станції рахується як 1200 МВт та 1240 МВт відповідно). Вони використовують напір у 518 метрів та забезпечують підйом на 559 метрів.